# Garbagnate Monastero
Garbagnate Monastero är en ort och kommun i provinsen Lecco i regionen Lombardiet i Italien. Kommunen hade 2 521 invånare (2018).